# Carl Ernst Christoph Hess
Carl Ernst Christoph Hess (Darmstadt, 1755. január 22. – München, 1828. július 25.) német rézmetsző, Peter von Hess és Heinrich Maria von Hess festők édesapja.

## Élete
Eleinte kardműves, azután vésnök, majd rézmetsző lett. Augsburgban és Düsseldorfban töltött tanulóévei után Münchenbe ment, négy évig Olaszországban is tartózkodott, majd újfent Düsseldorfba ment, hogy Francesco Bartolozzival a nagy reprodukció gyűjteményen dolgozzon. Tőle való: A vásári árus Dorótól, Mária mennybemenetele Guido Renitől, Rubensnak és feleségének képmása. Egyéb nagyobb művei: Szent család Raffaellotól, Az utolsó ítélet Rubenstől. 1806-ban a düsseldorfi akadémiával és képtárral együtt átköltözött Münchenbe és Szt. Jeromost Palmától, a három napkeleti bölcset Van Eycktől és Miksa király képét Stiebertől metszette rézbe.